# Côte d'Ivoire aux Jeux olympiques d'été de 1984
La Côte d'Ivoire a participé aux Jeux olympiques d'été de 1984 à Los Angeles. Il s'agissait de sa 5e participation à des Jeux d'été. L'athlète Avognan Nogboun a été le porte-drapeau de la délégation ivoirienne. 
Le sprinteur Gabriel Tiacoh médaillé d'argent à ces Jeux, a offert à la Côte d'Ivoire, sa première médaille olympique.

## Athlétisme

### 100 mètres Hommes
| Athlète        | Événement         | Rang      | Médaille |
| -------------- | ----------------- | --------- | -------- |
| Kouadio Otokpa | 100 mètres Hommes | 8 h3 r2/4 |          |

### 200 mètres Hommes
| Athlète               | Événement         | Rang      | Médaille |
| --------------------- | ----------------- | --------- | -------- |
| Georges Kablan Degnan | 200 mètres Hommes | 4 H1 R1/4 |          |

### 400 mètres Hommes
| Athlète        | Événement         | Rang | Médaille                           |
| -------------- | ----------------- | ---- | ---------------------------------- |
| Gabriel Tiacoh | 400 mètres Hommes | 2    | Médaille d'argent, Jeux olympiques |

### 400 mètres haies Hommes
| Athlète        | Événement               | Rang      | Médaille |
| -------------- | ----------------------- | --------- | -------- |
| René Djédjémél | 400 mètres haies Hommes | 3 H3 R1/3 |          |

### Relais 4 × 400 mètres Hommes
| Athlète               | Événement                    | Rang      | Médaille |
| --------------------- | ---------------------------- | --------- | -------- |
| Georges Kablan Degnan | Relais 4 × 400 mètres Hommes | 6 h1 r2/3 |          |
| Avognan Nogboun       | Relais 4 × 400 mètres Hommes | 6 h1 r2/3 |          |
| René Djédjémél        | Relais 4 × 400 mètres Hommes | 6 h1 r2/3 |          |
| Gabriel Tiacoh        | Relais 4 × 400 mètres Hommes | 6 h1 r2/3 |          |

### 800 mètres Femmes
| Athlète          | Âge | Événement         | Rang      | Médaille |
| ---------------- | --- | ----------------- | --------- | -------- |
| Céléstine N’Drin | 21  | 800 mètres Femmes | 5 h1 r1/3 |          |

## Boxe

### Poids coq Hommes
| Athlète        | Événement        | Rang | Médaille |
| -------------- | ---------------- | ---- | -------- |
| Bararq Bahtobe | Poids coq Hommes | 17T  |          |

### Poids léger pour Hommes
| Athlète       | Événement               | Rang | Médaille |
| ------------- | ----------------------- | ---- | -------- |
| Bakary Fofana | Poids léger pour Hommes | 17T  |          |

### Poids léger-moyen Hommes
| Athlète      | Événement                | Rang | Médaille |
| ------------ | ------------------------ | ---- | -------- |
| Gnohere Sery | Poids léger-moyen Hommes | 5T   |          |

## Judo

### Poids léger pour Hommes
| Athlète               | Événement               | Rang | Médaille |
| --------------------- | ----------------------- | ---- | -------- |
| Jean Claude N’Guessan | Poids léger pour Hommes | 19T  |          |

### Poids mi-moyen masculin
| Athlète     | Événement               | Rang | Médaille |
| ----------- | ----------------------- | ---- | -------- |
| Gaston Oula | Poids mi-moyen masculin | 11   |          |

## Canoë-kayak

### Kayak simple hommes - 500 mètres
| Athlète | Événement                       | Rang      | Médaille |
| ------- | ------------------------------- | --------- | -------- |
| N’Gama  | Kayak simple Hommes, 500 mètres | 5 h1 r2/4 |          |

### Kayak simple hommes - 1 000 mètres
| Athlète | Événement                         | Rang      | Médaille |
| ------- | --------------------------------- | --------- | -------- |
| Adogon  | Kayak simple Hommes, 1 000 mètres | 5 h2 r2/4 |          |

### Kayak double hommes - 500 mètres
| Athlète         | Événement                       | Rang      | Médaille |
| --------------- | ------------------------------- | --------- | -------- |
| Lattes mélagées | Kayak double Hommes, 500 mètres | 5 h1 r2/4 |          |
| Kouamé N’Douba  | Kayak double Hommes, 500 mètres | 5 h1 r2/4 |          |